# Norderney
Norderney är en ö i Nordsjön och samtidigt en stad i det tyska förbundslandet Niedersachsen med cirka 6 000 invånare. Till ön går färjor från staden Norden (ortsdel: Norddeich). Dessutom går flera utflyktsfartyg till andra öar i området (till exempel Borkum, Juist, Baltrum och Helgoland).

## Geografi
Norderney är en av de yngsta ostfrisiska öarna vid den ostfrisiska kusten. Ön ligger tillsammans med de övriga öarna på en rad i Tyska bukten i den del som även kallas Vadehavet, cirka 3 kilometer utanför fastlandet. Ön är cirka 14 kilometer lång och är efter Borkum den näst största ostfrisiska ön. Öns norra sida har en 14 kilometer lång sandstrand. En stor del av ön ligger inom Nationalpark Niedersächsisches Wattenmeer. Liksom de övriga ostfrisiska öarna är Norderney starkt utsatt för erosion. På ön finns sötvatten som skyddas mot saltvatten genom att förstärkningsdyner har anlagts som skydd mot stormfloder.

### Klimat
Uppmätta normala temperaturer och -nederbörd i Norderney:
|                                            | Jan  | Feb | Mar | Apr | Maj  | Jun  | Jul  | Aug  | Sep  | Okt  | Nov | Dec |
| ------------------------------------------ | ---- | --- | --- | --- | ---- | ---- | ---- | ---- | ---- | ---- | --- | --- |
| Normaldygnets maximitemperaturs medelvärde | 3,2  | 3,6 | 6,1 | 9,4 | 14,1 | 17,0 | 18,8 | 19,4 | 17,0 | 13,0 | 8,1 | 4,8 |
| Normaldygnets minimitemperaturs medelvärde | −0,2 | 0,0 | 1,9 | 4,5 | 8,7  | 12,1 | 14,1 | 14,5 | 12,3 | 8,7  | 4,4 | 1,3 |
|                                            |      |     |     |     |      |      |      |      |      |      |     |     |
| Nederbörd                                  | 60   | 41  | 53  | 41  | 49   | 63   | 76   | 73   | 72   | 80   | 88  | 75  |

| Diagram | temperaturer i °C • månadsnederbörd i mm | temperaturer i °C • månadsnederbörd i mm | temperaturer i °C • månadsnederbörd i mm | temperaturer i °C • månadsnederbörd i mm | temperaturer i °C • månadsnederbörd i mm | temperaturer i °C • månadsnederbörd i mm | temperaturer i °C • månadsnederbörd i mm | temperaturer i °C • månadsnederbörd i mm | temperaturer i °C • månadsnederbörd i mm | temperaturer i °C • månadsnederbörd i mm | temperaturer i °C • månadsnederbörd i mm | temperaturer i °C • månadsnederbörd i mm |
|         | 60 3 -0                                  | 41 4 0                                   | 53 6 2                                   | 41 9 5                                   | 49 14 9                                  | 63 17 12                                 | 76 19 14                                 | 73 19 15                                 | 72 17 12                                 | 80 13 9                                  | 88 8 4                                   | 75 5 1                                   |

## Staden Norderney

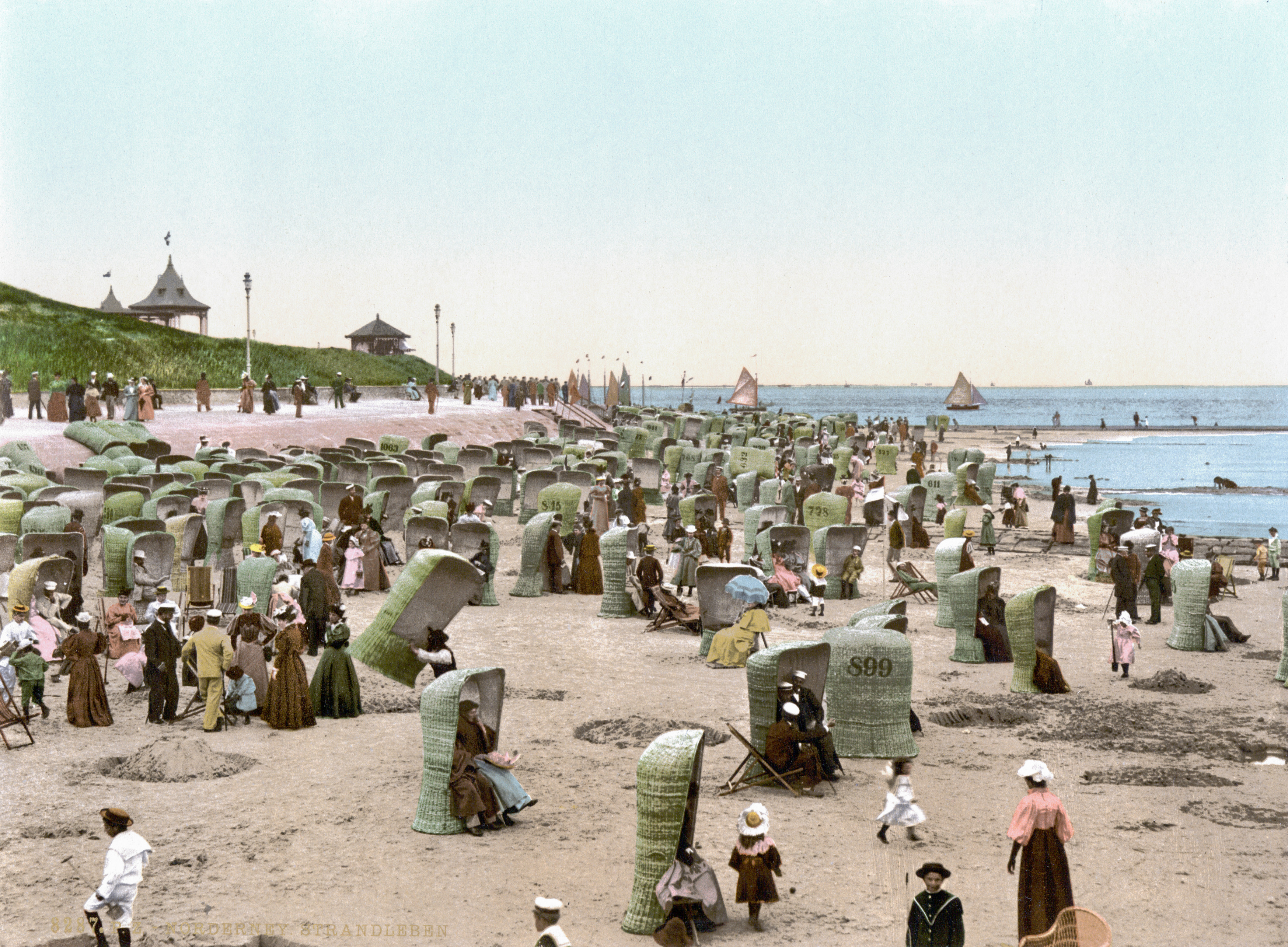
Norderneys västra badstrand runt år 1900

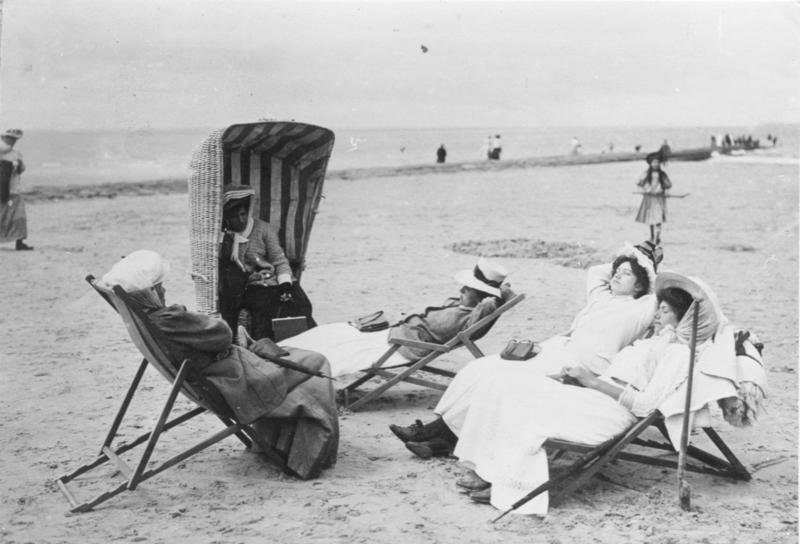
Strandliv på Norderney 1910

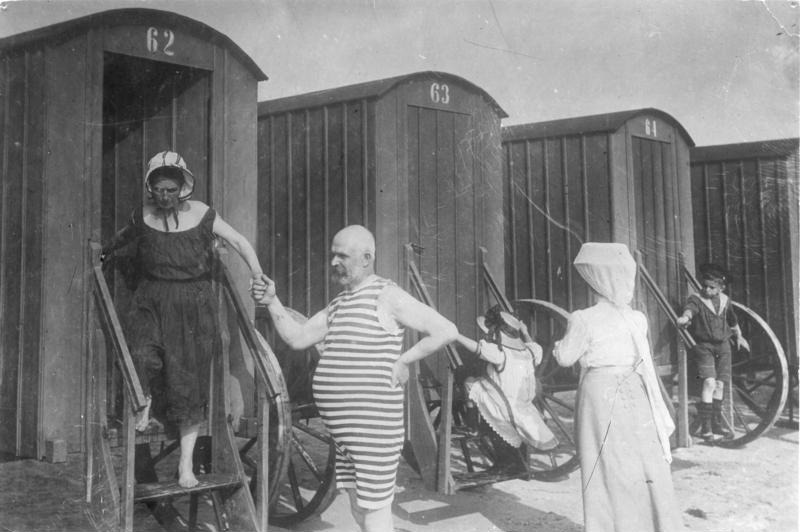
Strandliv på Norderney 1910

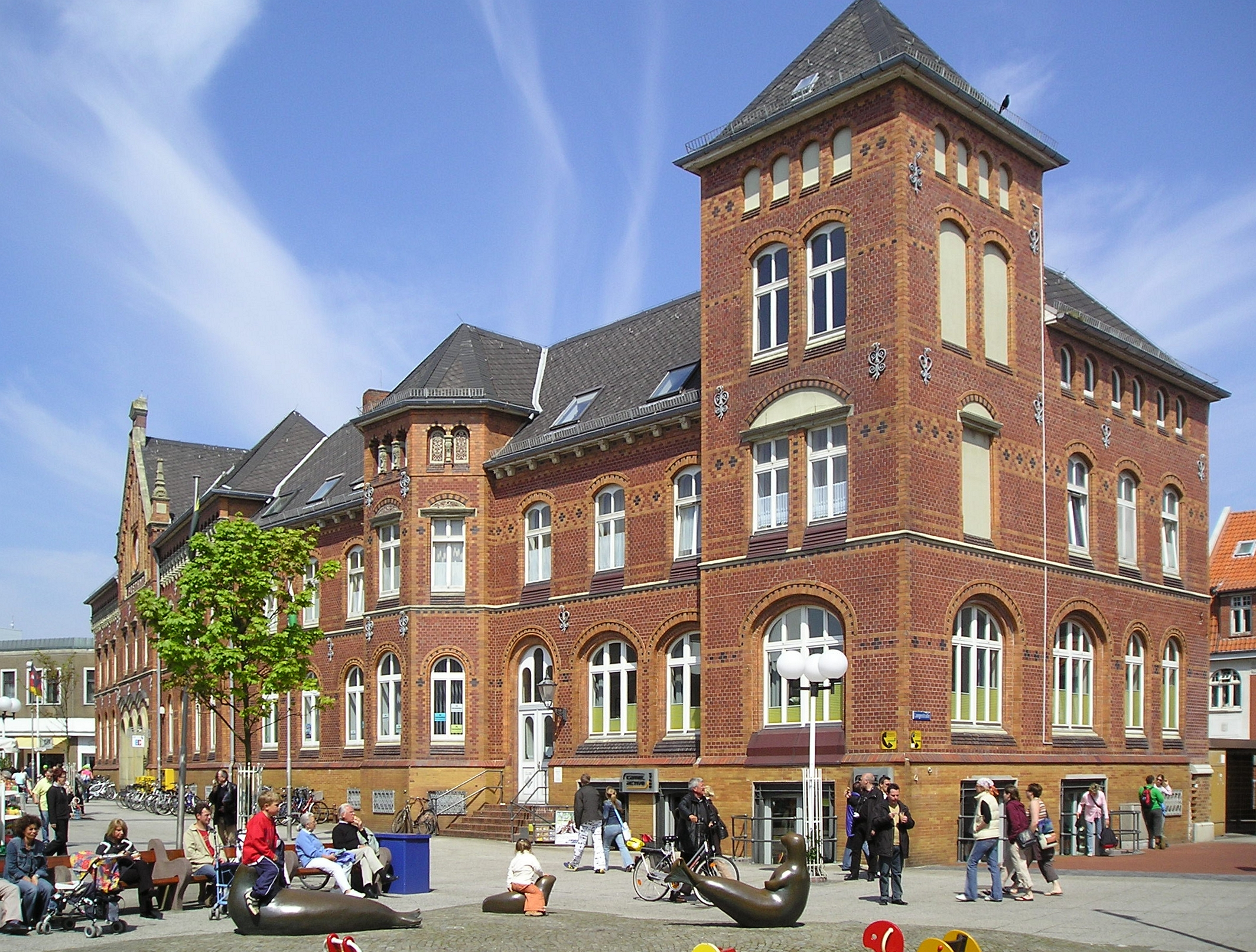
Det gamla postkontoret i stadens centrum

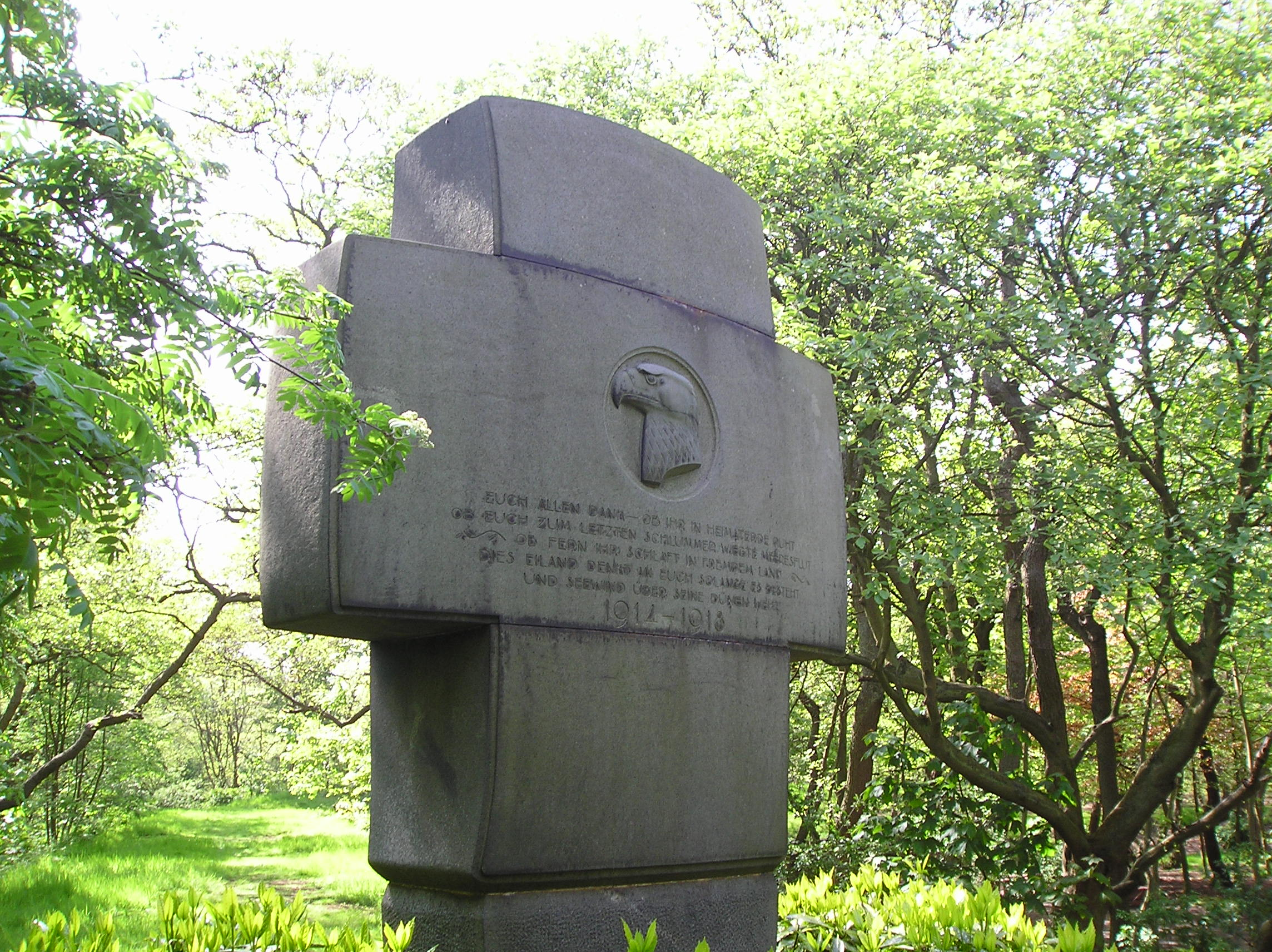
Bismarckmonumentet

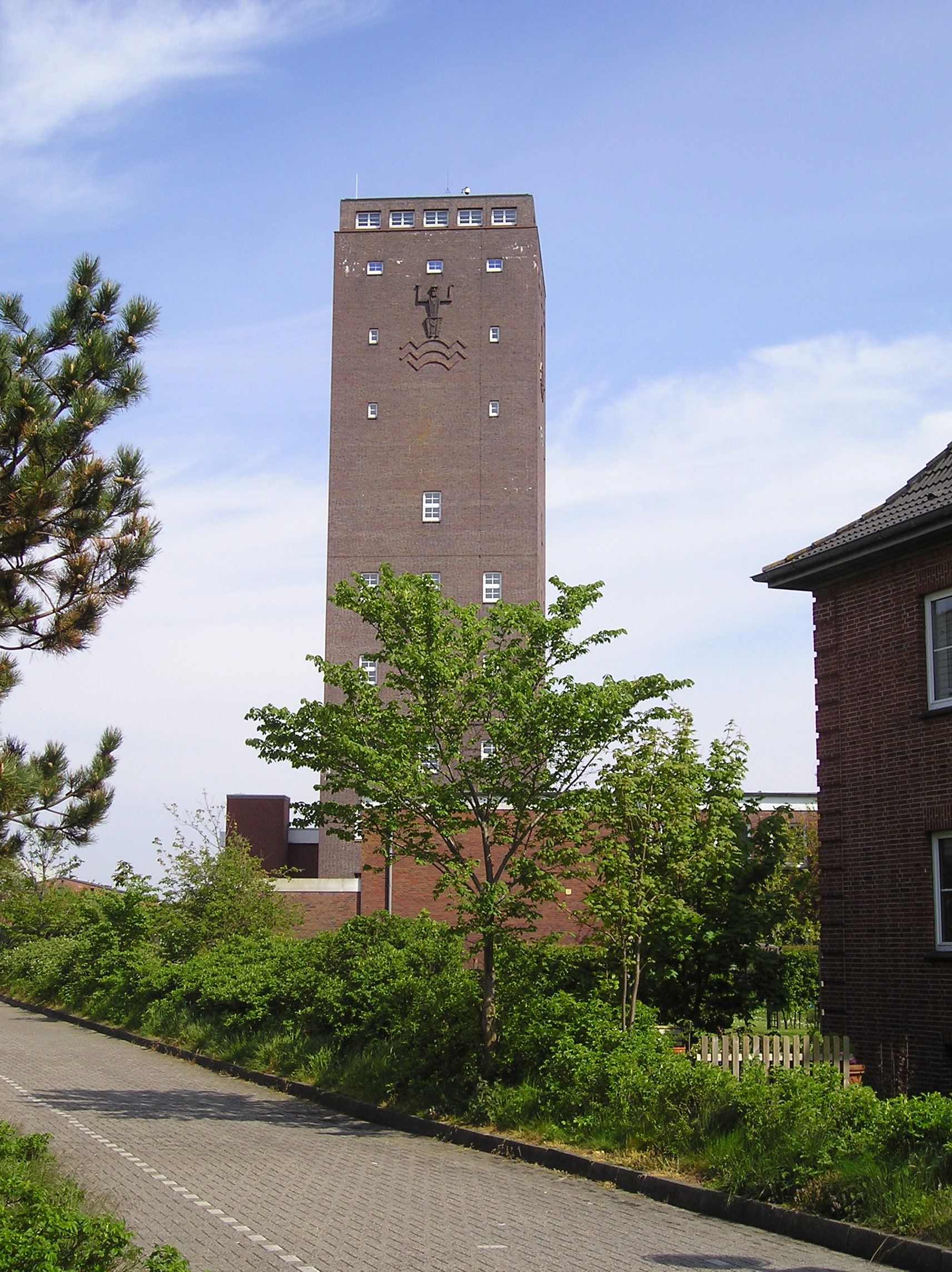
Vattentornet

Norderney är även namnet på den stad som sedan 1978 är en del av distriktet Aurich. Staden fick sina stadsrättigheter 1948 och är den befolkningsmässigt största orten på de ostfrisiska öarna.
I staden finns ett flertal museer och historiskt intressanta byggnader. Staden nås med färja från Norden.

## Historia
De ostfrisiska öarna bildades i slutet av den senaste istiden i samband med att vattennivån steg i det som i dag är Tyska bukten. Stormfloder, översvämningar och vegetationen på öns sanddyner gjorde att Norderney växte under årens lopp.
Nära dagens Norderney fanns tidigare en ö med namnet Buise. Det antas att Buise delades i två delar vid 1362 års stormflod. Den västra delen försvann i samband med en stormflod 1651 och den östra delen fick först namnet Osterende och sedan Norderney. År 1550 kallades ön Norder neye Oog (Nordens nya ö).
Staden Norderney börjar sin historia 1688 då fiskarbostäder började byggas på öns västra del. Under andra halvan av 1700-talet fick sjöfarten en allt större betydelse för ön.
I mitten av 1700-talet började badanstalter anläggas på olika håll i Europa, bland annat vid Nordsjön. År 1797 utnämndes Norderney till kunglig preussisk havsbadanstalt och blev därmed den första tyska badanstalten vid Nordsjön. Under 1800-talet växte badturismen snabbt och Norderneys befolkning ökade. Under den wilhelminska tiden byggdes en rad olika bad- och hotellinrättningar på ön. Bland annat Jenny Lind besökte Norderney.
I och med första världskriget upphörde badturismen och ön blev i stället en så kallad havsfästning i Tyska riket. Efter kriget byggdes den turistiska infrastrukturen snabbt upp igen. Efter nazisternas maktövertagande i Tyskland blev Norderney en militärt viktig punkt i den så kallade Atlantvallen. Under kriget tömdes ön på turister och den blev vid flera tillfällen bombad av de allierade.
Efter Tysklands kapitulation i maj 1945 blev Norderney och övriga Ostfriesland en del av den brittiska ockupationszonen. Från början användes hotell och andra inrättningar för de brittiska soldaterna och för flyktingar. År 1946 började turismen byggas upp igen.

## Näringsliv
Norderneys näringsliv har historiskt sett präglats av fiske och sjöfart. Det finns även ett begränsat jordbruk på delar av ön.
År 1797 fick Norderney status som havsbad och sedan dess är turismen en mycket viktig inkomstkälla. Årligen kommer mer än 400 000 turister och kurgäster till ön.